# Mercedes-Benz O 302
 (novembre 2021).
Le Mercedes-Benz O 302 est un châssis d'autocar et un autocar/autobus, à un étage et plancher surélevé, fabriqué par le constructeur allemand Mercedes-Benz Bus de 1965 à 1974. Il remplace le modèle O 321, lancé en 1954. Il a également été fabriqué en Corée par Hyundai de 1972 à 1976. C'est le dernier véhicule polyvalent fabriqué par Mercedes avant le début de la spécialisation des bus.

## Histoire

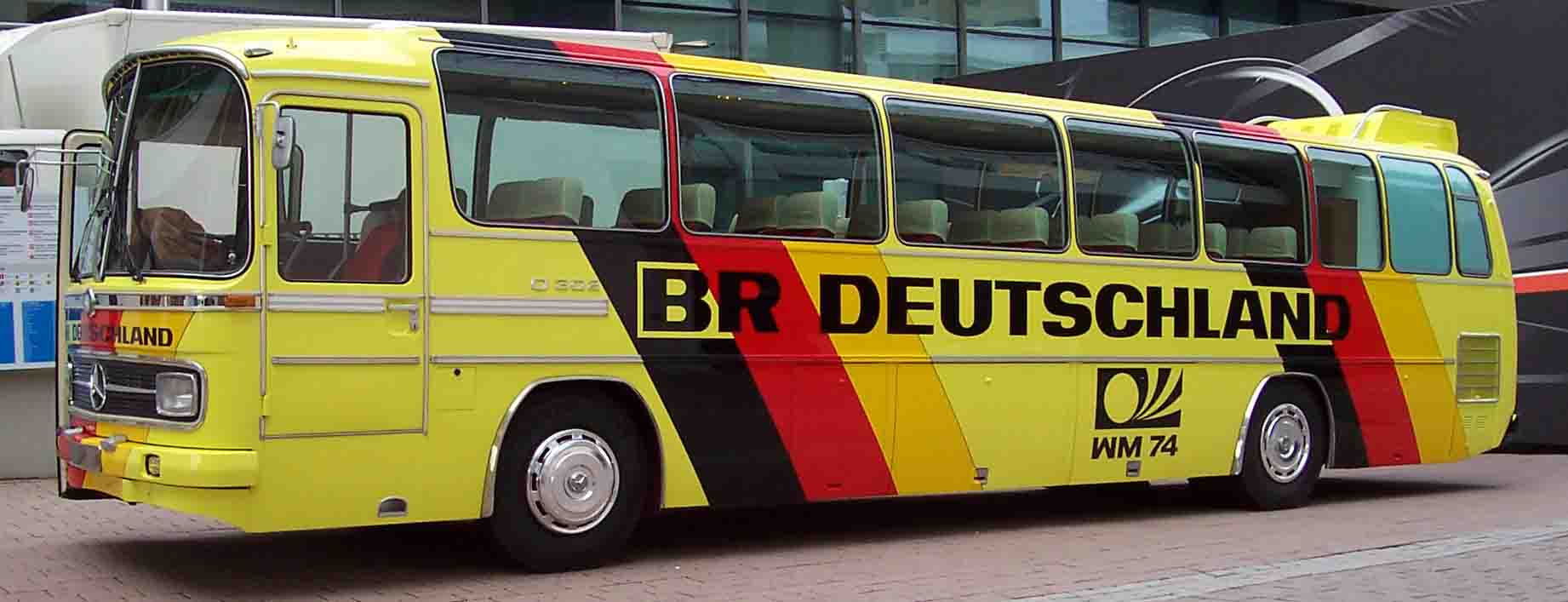
Autocar de l'équipe allemande de football Coupe du monde 1974.

Le Mercedes-Benz O 302 a été présenté en mai 1965 pour remplacer le vétuste mais populaire O 321 H, datant de 1954. Il a été fabriqué dans l'usine Mercedes-Benz de Mannheim. Sa carrosserie a été conçue dans un style Bauhaus assez austère. L'O 302 a été commercialisé à la fois comme châssis pour les carrossiers extérieurs, comme autocar complet ou comme autobus intégré, Mercedes-Benz fournissant toute la carrosserie équipée.
Environ de 32 000 exemplaires du O 302 semblent avoir été fabriqués sur une période de onze ans, la plupart ont été des autocars, mais des versions autobus ont aussi été construites. Le O 302 a été remplacé par le O 303.
La filiale turque, Otomarsan, a fabriqué une série dérivée, baptisée O 302T, O 302 et O 305. La différence se situait au niveau de la carrosserie très cubique réalisée par un carrossier local et une motorisation plus puissante.
Pour la Coupe du monde de football 1974 en Allemagne de l'Ouest, chaque équipe a été transportée dans un autocar peint aux couleurs de l'équipe.

## Caractéristiques techniques

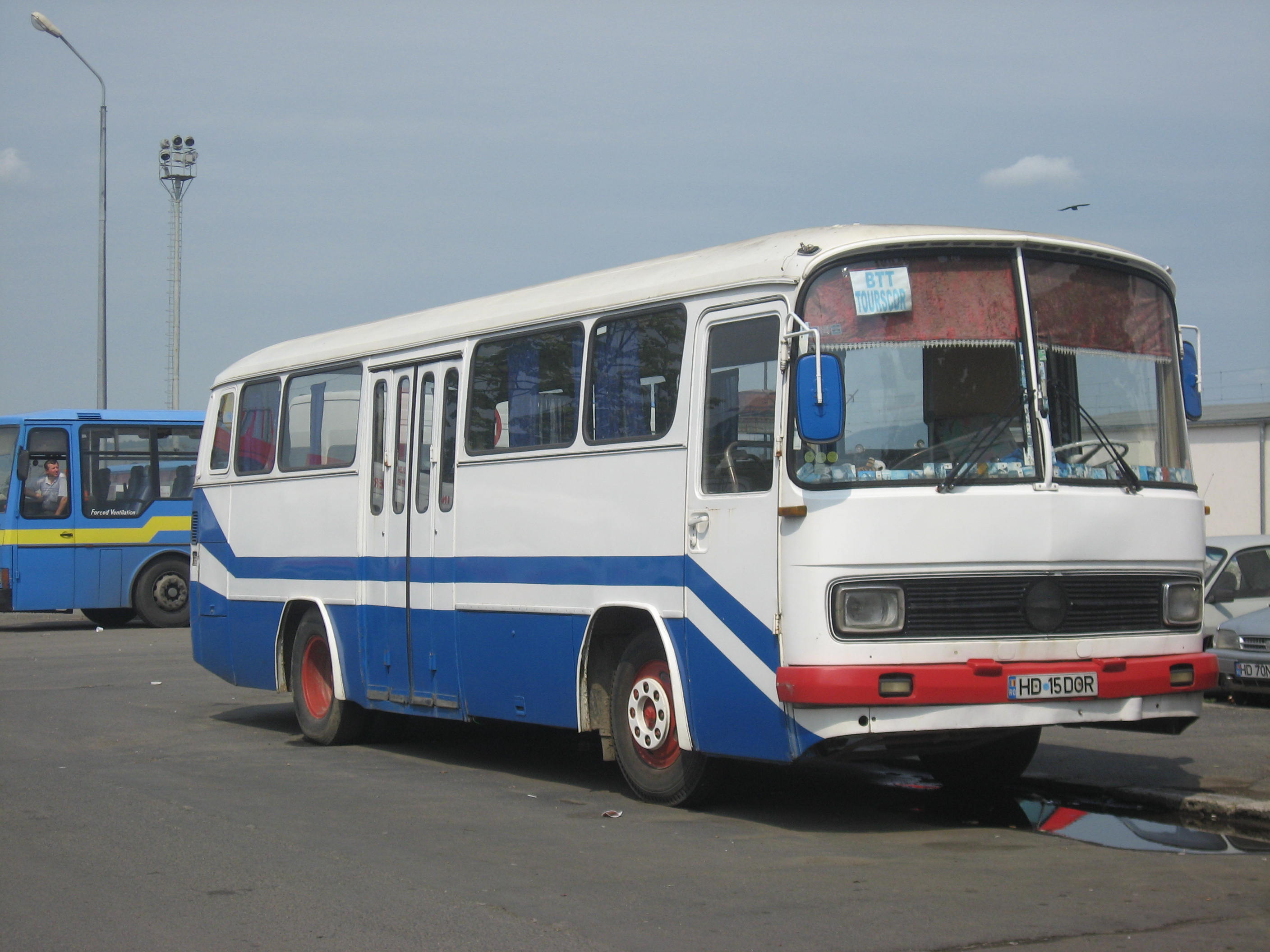
Autobus Mercedes-Benz O 302.

Le Mercedes-Benz O 302 a été décliné en plusieurs longueurs comportant 10, 11, 12 ou 13 rangées de sièges. C'est un autocar à une conception semi-intégrale comprenant un châssis « à l'ancienne » et une caisse autoportante. Selon les versions, l'O 302 mesure entre 9,6 et 11,9 mètres de long et a un poids total autorisé de 11,6 à 14,5 tonnes.
Le châssis est composé d'un treillis en profilés sur lequel sont fixés les deux essieux rigides avant et arrière guidés. La suspension se compose de ressorts hélicoïdaux sur l'essieu avant et de ressorts à lames sur l'essieu arrière. À partir de 1971, la suspension pneumatique est proposée en série. Les jantes sont à disques d'acier de 20 pouces. Le freinage est hydraulique à double circuit avec assistance à air comprimé et de freins à tambour sur toutes les roues.